# Cognet
Cognet är en kommun i departementet Isère i regionen Auvergne-Rhône-Alpes i sydöstra Frankrike. Kommunen ligger i kantonen La Mure som tillhör arrondissementet Grenoble. År 2022 hade Cognet 36 invånare.

## Befolkningsutveckling
Antalet invånare i kommunen Cognet
Referens:INSEE